# Joan Vila-Grau
Joan Vila-Grau, né le 14 août 1932 à Barcelone (Espagne) et mort le 11 novembre 2022 dans la même ville, est un peintre et vitrailliste catalan.

## Biographie
Fils de l'artiste Antoni Vila Arrufat (en), Joan Vila-Grau étudie à l'École technique supérieure d'architecture de Barcelone entre 1950 et 1955, s'orientant néanmoins vers la peinture. Intéressé par l'art liturgique, il s'est spécialisé dans les vitraux pour édifices religieux, mettant en évidence son travail notamment dans la Sagrada Família d'Antoni Gaudí à Barcelone. Il a également réalisé des travaux avec Joan Miró.
Il s'impose également comme théoricien, étant le fondateur de la revue Qüestions d'Art. Il convient de mentionner ses recherches sur le vitrail, du gothique au contemporain, étant l'auteur d'ouvrages tels que Els vitrallers de la Barcelona modernista (1982), Descoberta de la taula de vitraller de Girona (1985), El vitrall renaixentista (1991) et Le vitrail dans l'architecture de Gaudí (2004).
Il est directeur de l'Institut del Vitrall de Barcelone et membre de l'Académie royale catalane des beaux-arts de Saint-Georges et de l'Académie royale des sciences et arts de Barcelone. Une partie de ses créations sont exposées au Vitromusée de Romont, en Suisse.
En 2010, il a reçu la Creu de Sant Jordi de la Généralité de Catalogne.

## Vitraux de la Sagrada Família

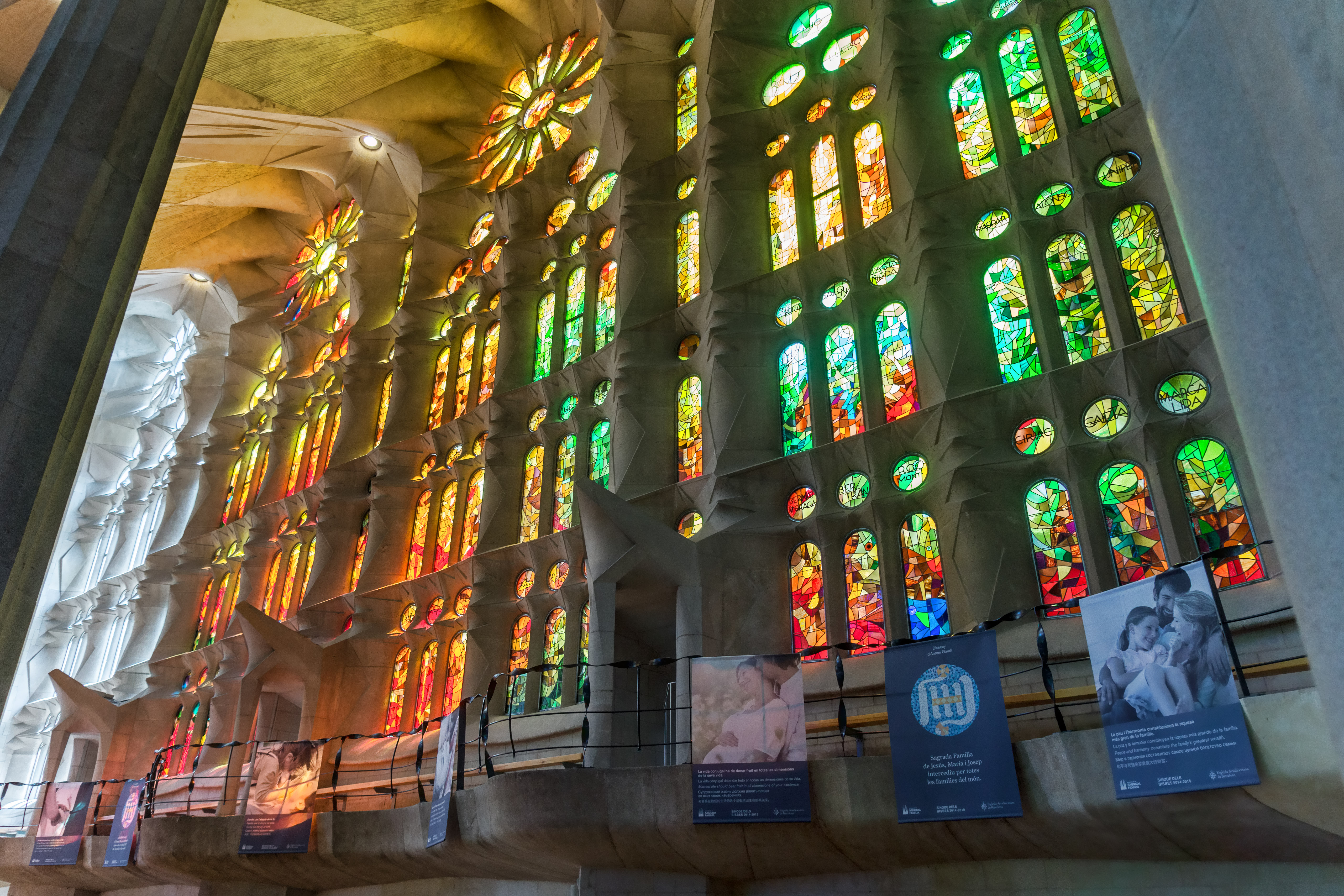
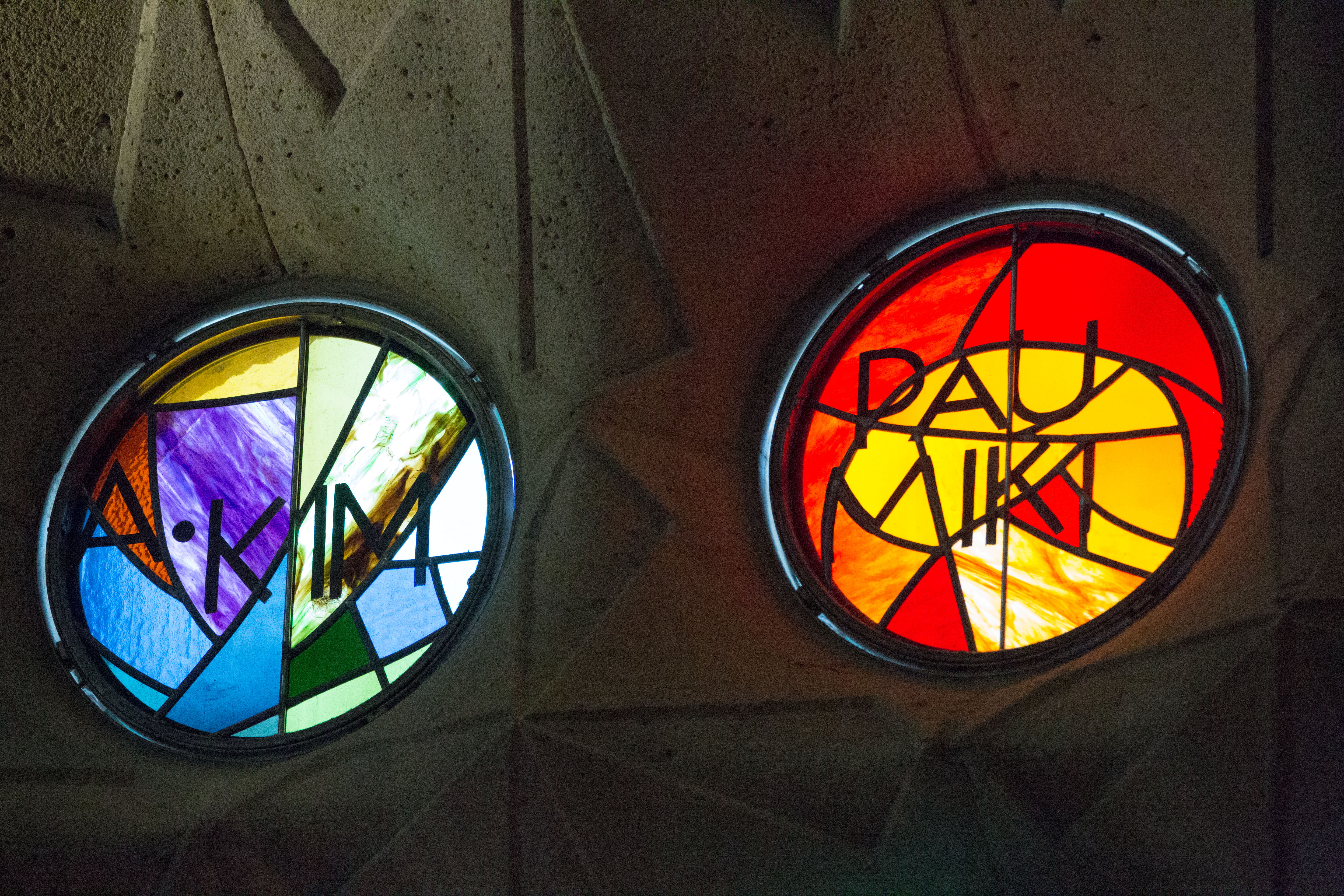
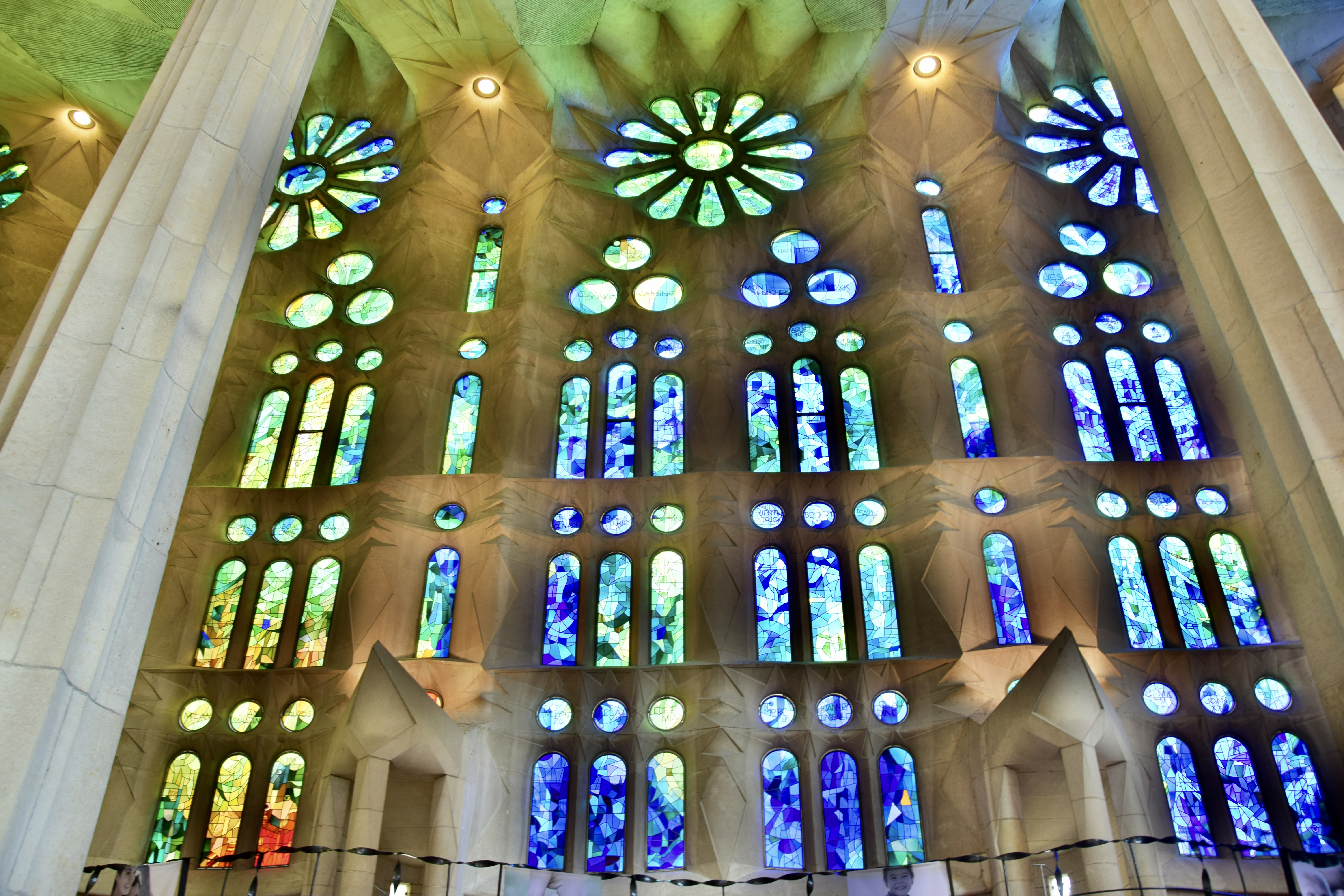
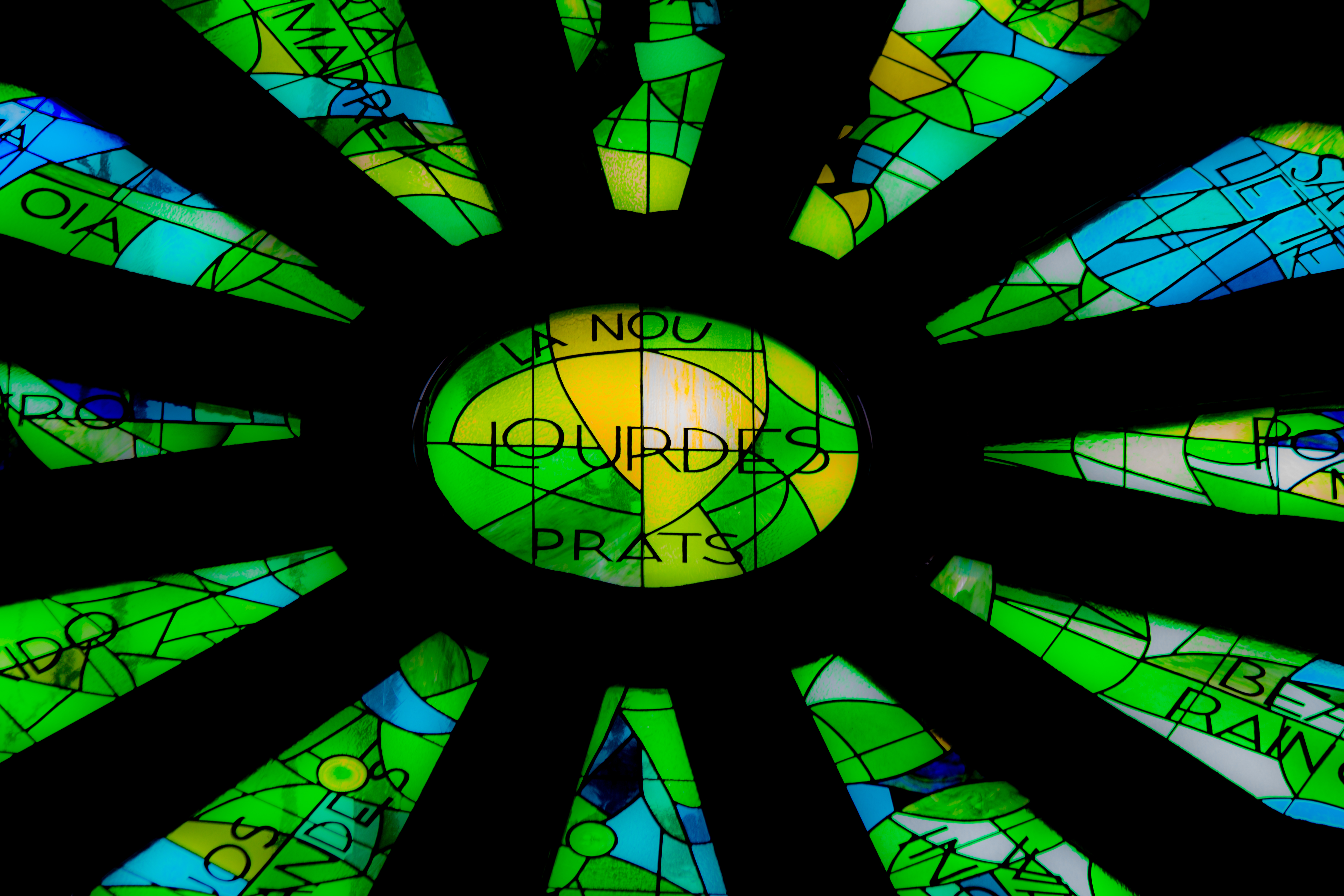
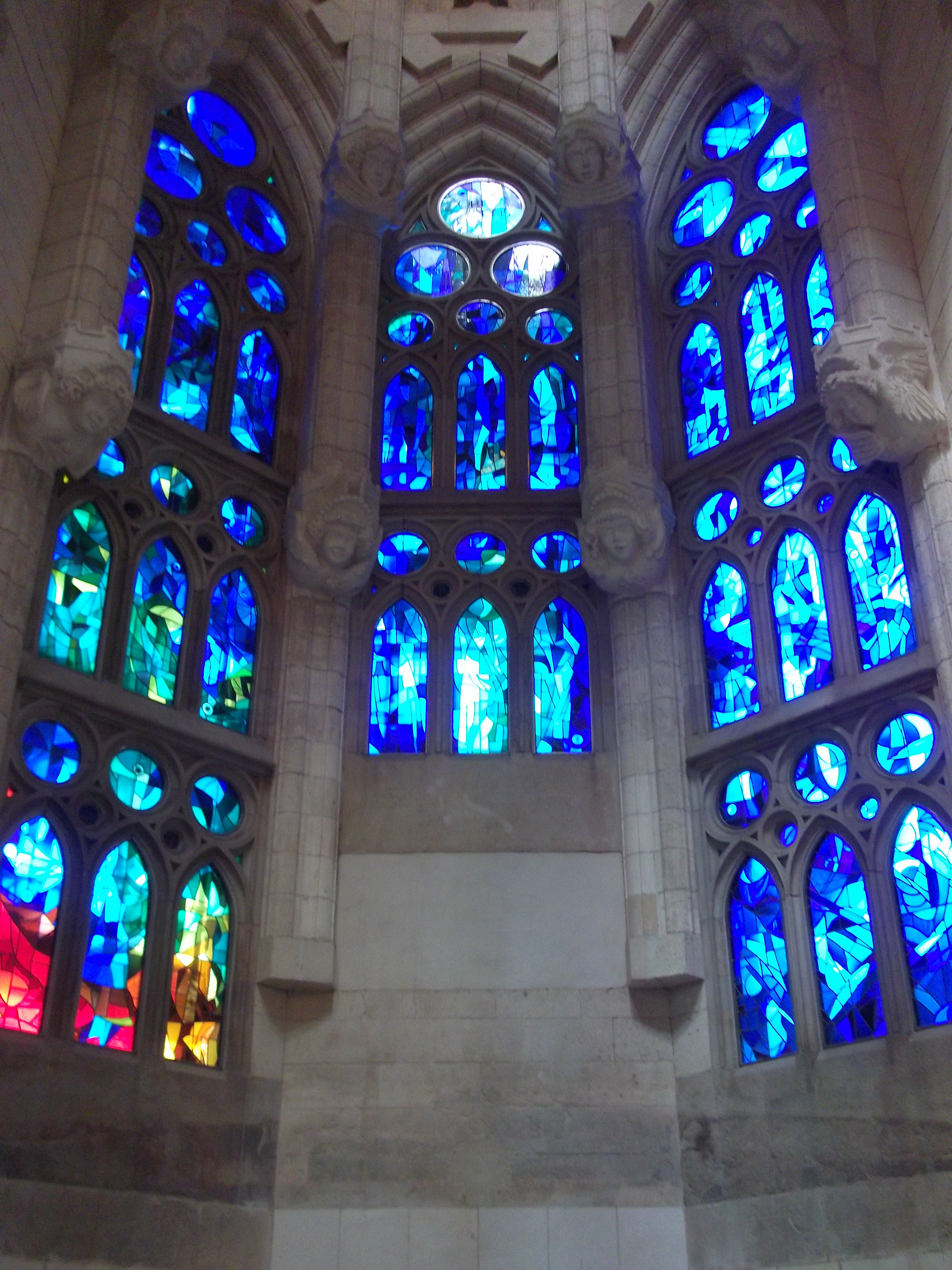
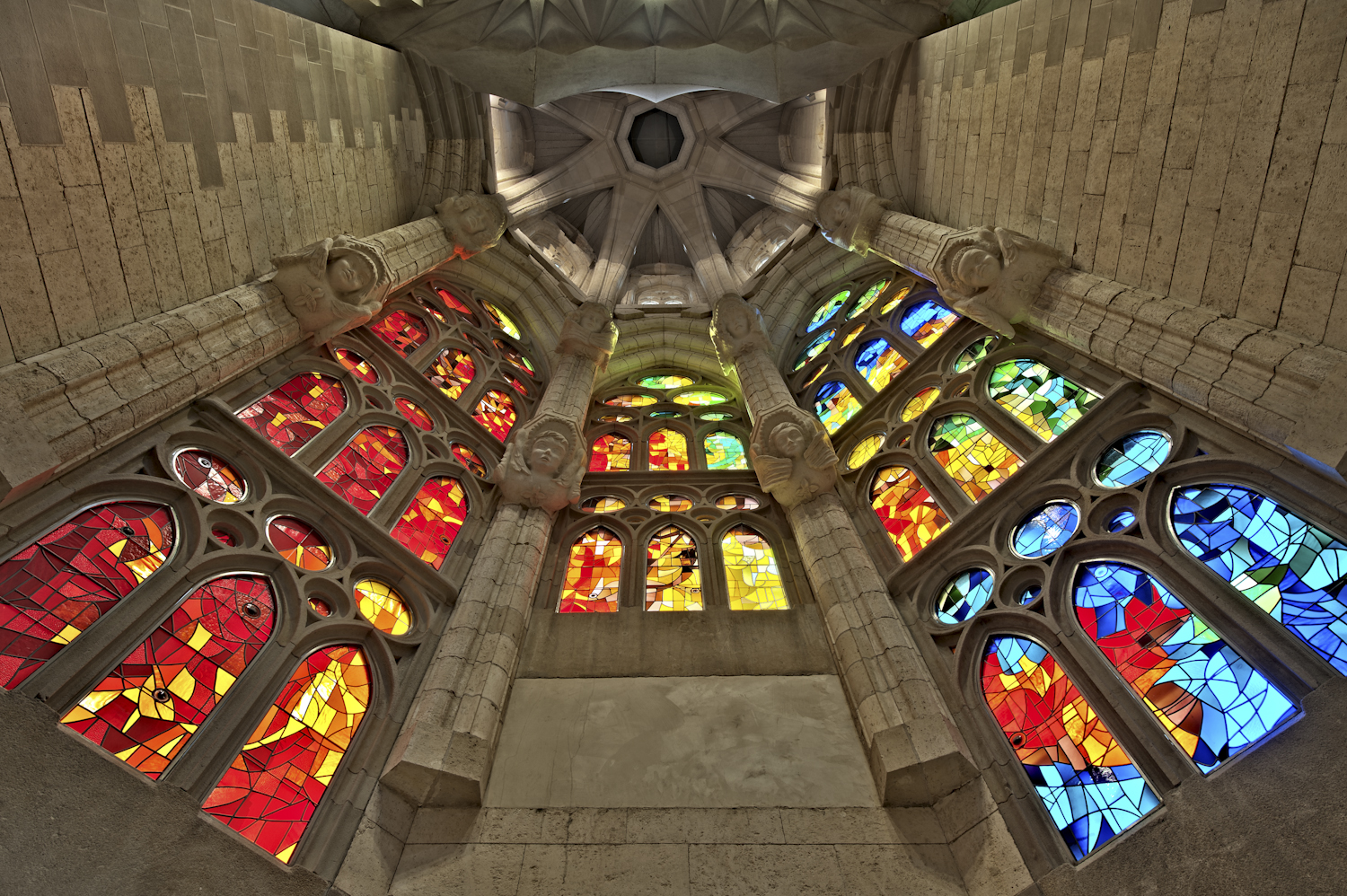